# مؤسسة بيسمنت الثقافية
مؤسسة بيسمنت الثقافية، هي مؤسسة ثقافية يمنية سجلت رسمياً عام 2012 كإحدى مؤسسات المجتمع المدني في اليمن وبدأت نشاطاتها قبل ذلك في العام 2009 باسم منتدى التبادل المعرفي ومقرها في العاصمة صنعاء. تعمل في مجال الفنون التشكيلية والأدائية وتقيم فعاليات منتظمة وأخرى غير منتظمة لندوات ومعارض وورش تدريبية فنية وأدبية ومشاريع تنمية الوعي المجتمعي وجلسات المناصرة.
تهدف المؤسسة إلى إثراء الحياة الثقافية في المجتمع اليمني، ورفع وعيه تجاه الفن ودوره في الحياة، وخلق أجيال تؤمن بالمحبة والتسامح، بعيداً عن العنف والتطرف. بالإضافة إلى تشجيع المواهب والإبداعات، ورفع الوعي العام، والمسؤولية الفردية. كما تهتم بمجالات تغطي مساحة معرفية واسعة كالبيئة والتنمية المستدامة والتنمية الثقافية والمعرفية وتشجيع المواهب والإبداعات وحقوق الإنسان والحريات وحقوق المرأة والطفل والاهتمام بالعلوم والفنون والآداب وتنمية المجتمع المدني وقضايا الديمقراطية والحوار وتنمية الوعي العام والمسؤولية الفردية. وتعقد فعالية واحدة صباح كل خميس بالإضافة إلى فعاليات استثنائية وورشات عمل في مجالات فنية وأدبية تعقد في أيام مختلفة.

## فكرة المؤسسة
بدأت الفكرة كمحاضرة أسبوعية تعقد صباح كل خميس في مكتب بيسمنت المعماري الهندسي تحت اسم برنامج التبادل المعرفي، بهدف فتح نافذة على المجتمع للخروج من روتين العمل عبر التبادل المعرفي. وقد اجتذبت هذه النافذة من الشباب والمبدعين عدداً توسع باضطراد ونمت مشاركتهم كماً ونوعاً. امتدت الفعاليات لتشمل الموسيقى والفنون الأدائية والفن التشكيلي وقد تقرر بعد ذلك أن يفسح المكتب الهندسي مكانه للمنتدى ليوسع نشاطه، وهو الآن مؤسسة ثقافية تهتم بأنشطة عديدة تستوعب أنشطة الشباب والمبدعين وتحقق التواصل الثقافي والمعرفي. كانت أولى فعالياته بتاريخ 23 أبريل 2009.